# Édouard Clavery
Pour les articles homonymes, voir Clavery.
Joseph Louis Édouard Clavery, né le 23 avril 1867 à Paris et mort le 7 janvier 1949 au Vésinet, est un auteur d'ouvrages d'économie et un diplomate, consul de France.

## Biographie

### Jeunesse et études
Le père d'Édouard Clavery est Paul Clavery, ministre plénipotentiaire et directeur au ministère des affaires étrangères, et sa mère, Philiberte Ferron, est la fille du bâtonnier de l'Ordre des avoués de Paris. Il a huit frères et sœurs : un de ses frères et un de ses beaux frères sont généraux : Amédée Clavery (1870-1928) et René Madelin (1868-1940). Édouard Clavery fait ses études au lycée Condorcet puis à la Sorbonne, à l'École libre des sciences politiques. Il est licencié en droit.

### Parcours professionnel
De 1895 à 1898, Édouard Clavery est consul suppléant à Londres, puis, durant 11 ans, rédacteur au ministère des affaires étrangères. De 1912 à 1920 il est consul à Cadix. Il est ensuite nommé ministre plénipotentiaire en Amérique du Sud : à Quito de 1920 à 1925 puis à Bogota.
Lorsqu'il est en France Édouard Clavery vit principalement au Vésinet et a une activité diplomatique, dont la Revue diplomatique rend compte.
Édouard Clavery appartient à diverses associations et sociétés savantes : membre de la Société d'économie politique, à partir de 1908, correspondant de l'Académie nationale d'histoire de Quito, membre de la Société des américanistes de Paris, de la Société franco-japonaise, de la Société des Gens de Lettres, de l'Académie diplomatique internationale...

## Décorations
- Par décret du 11 janvier 1927 il est promu officier dans l'ordre national de la Légion d'honneur[7], (Chevalier : 8 août 1913).
- Commandeur du Nichan Iftikhar,
- Médaille de 1re classe Al Merito (Équateur)
- Officier de l'ordre du Dragon d'Annam

## Publications
- Population de la France durant 3 siècles : de la Monarchie absolue à la République et à l'Empire fédéral (1650-1950) , Le Vésinet, 1947, 45 p. lire en ligne sur Gallica
- La Fin tragique du général Clavery , Sud-oranais, 8 décembre 1928, Paris, 1941, Editions du Génie français ;  117 p.
- Extrême-Orient 1940 (3e édition, revisée et augmentée), témoignages recueillis et présentés par Edouard Clavery, ¨Paris, 1940, Les Presses royales, 371 p. lire en ligne sur Gallica
- L'anarchie en Chine et le rôle du Japon, 1921-1938, témoignages recueillis et présentés par Edouard Clavery, Paris, 1938, Les Presses royales, 371 p. lire en ligne sur Gallica
- L'art des estampes japonaises en couleurs, 1680-1935 : aperçu historique et critique, Paris, 1935; le Génie français, les Presses modernes, 167 p. lire en ligne sur Gallica
- Étude sur les relations économiques des principaux pays de l'Europe continentale avec l'Extrême-Orient, Paris, 1903, Librairie Léautey, 63 p.[8]lire en ligne sur Gallica
- Trois précurseurs de l'indépendance des démocraties sudaméricaines: Miranda, 1756-1816, Nariño, 1765-1823, Espejo, 1747-1795, Paris, 1932, Imprimerie Fernand Michel, 1932, 192 p.[9]
- Société franco-japonaise de Paris. La 'Salle des cigognes' au musée Guimet à Lyon, Paris, 1912, Bibliothèque de la Société, 32 p.
- Jean Doulcet, ambassadeur de France (1865-1928), Paris, 1932, Impr. Laborey